# Maní (Messico)

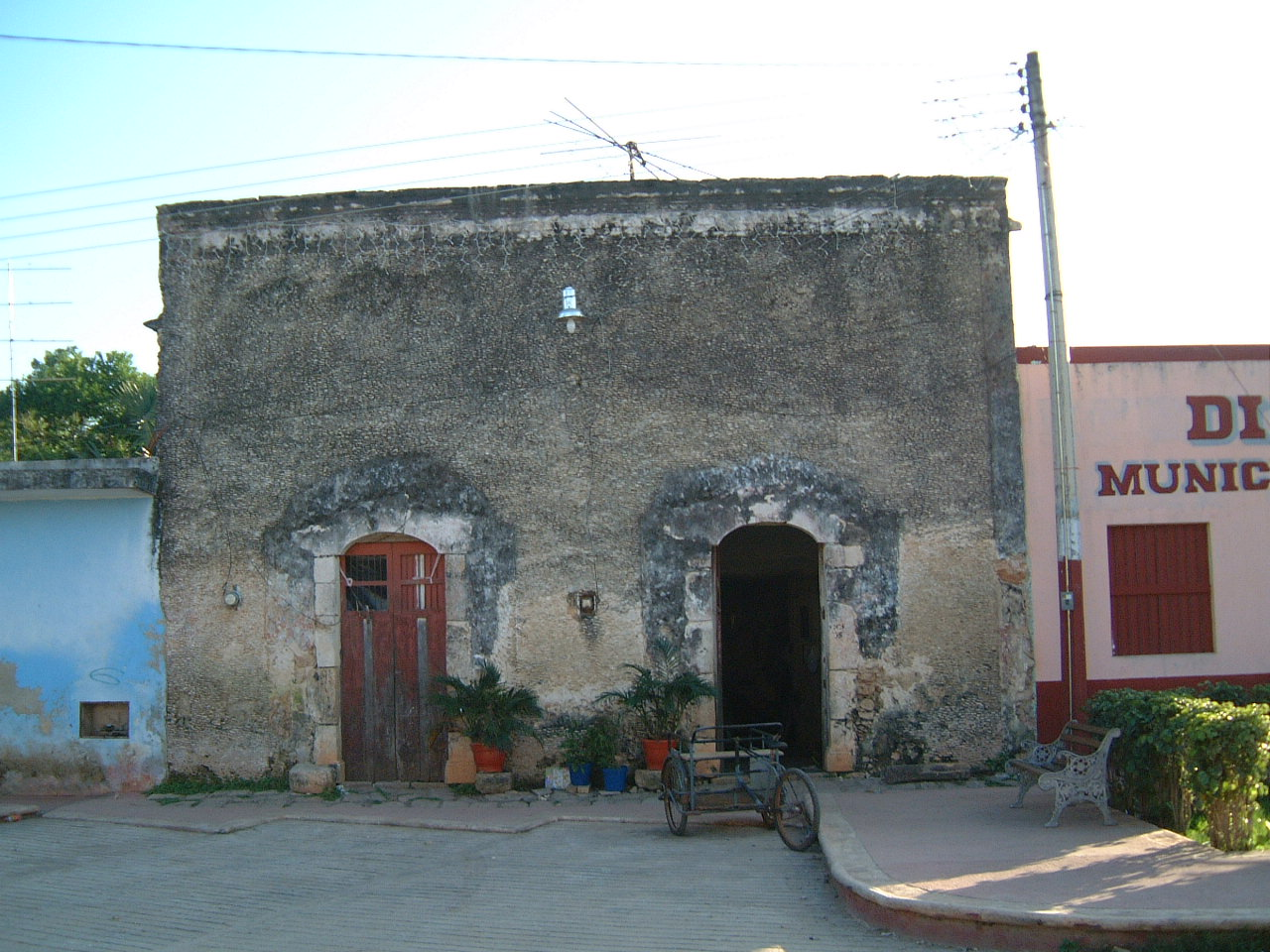
Casa nella piazza principale.

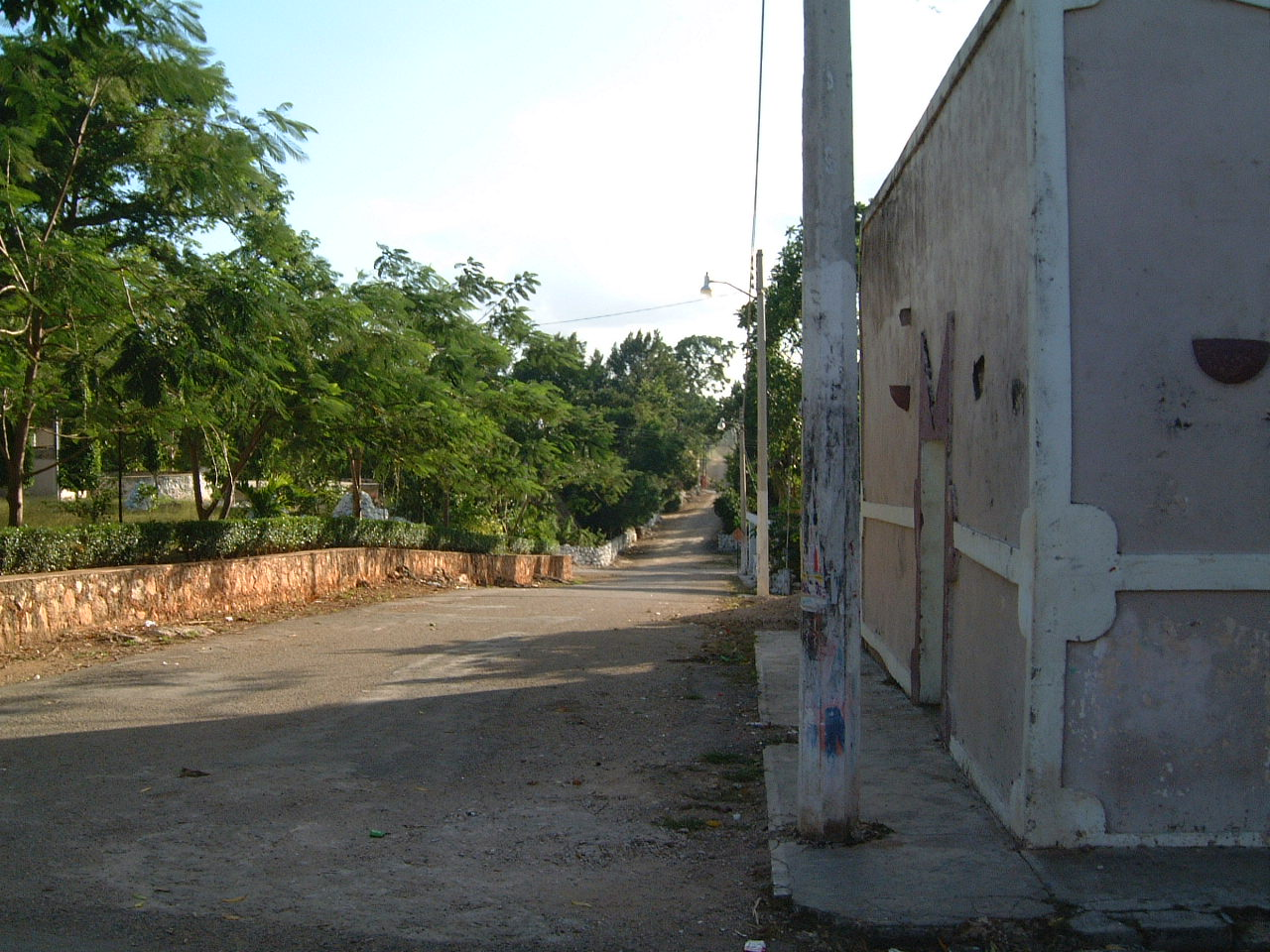
Una via.

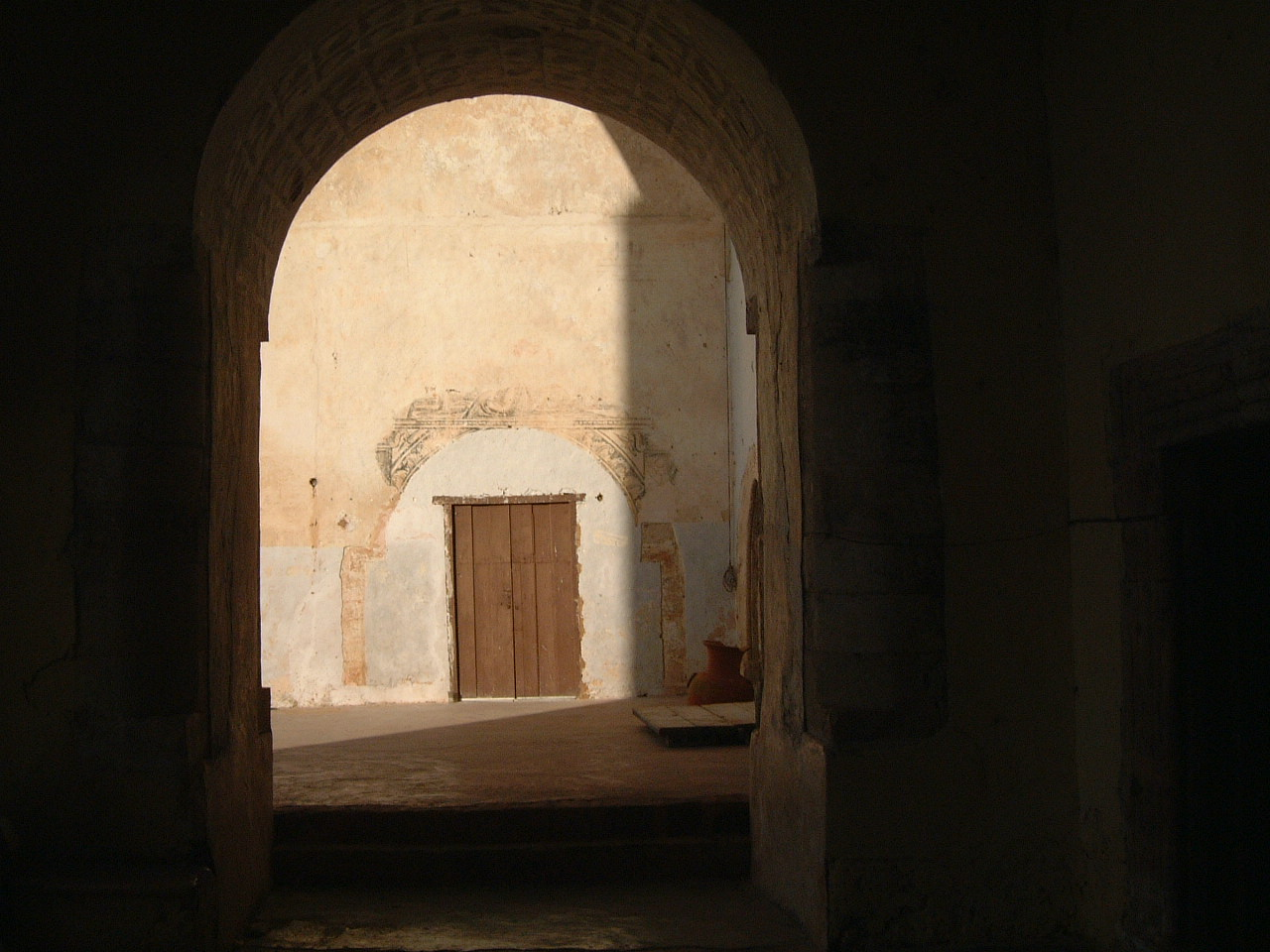
Un arco nella chiesa.

Maní è una città e un sito archeologico situato nello stato dello Yucatán, in Messico. È circa 100 km a sud-est di Mérida.
La zona di Maní venne popolata nel 2000 a.C. circa. Nel periodo postclassico si venne a formare la dinastia Maya dei Tutal Xiu, che spostarono qui la loro capitale da Uxmal nel tredicesimo secolo. Gli Xiu erano la fazione politica dominante dopo la caduta di Mayapan del 1441.
Con l'arrivo degli spagnoli gli Xiu di Maní si allearono con i conquistadores e li aiutarono nella conquista della penisola.
La città possiede un antico monastero costruito nel 1549, la Parroquia y Exconvento de San Miguel Arcangel. Venne costruito usando molte pietre ricavate dalle costruzioni già presenti nella città Maya.
Nel luglio 1562, il frate Diego de Landa organizzò una cerimonia inquisitoria dove vennero bruciati libri scritti con geroglifici Maya e 5000 idoletti, dicendo che tutto ciò fosse "lavoro del diavolo". In questo modo si accelerò la conversione della gente locale al cattolicesimo.
La zona attorno a Maní è principalmente agricola, con produzione di mais, carne bovina, e frutta.